# Тардиф, Гийом
Гийом Тардиф (между 1436 и 1440 — после 1492) — французский писатель
-гуманист Позднего Средневековья, поэт, филолог и преподаватель.
О его биографии сведений сохранилось мало. По состоянию на 1467 год он был профессором литературы и риторике в Париже, возможно — Наваррском колледже. Среди его учеников был Иоанн Рейхлин, который в 1473 году штудировал под его руководством курс риторики. Известно также, что в 1476 году он стал наставником дофина, будущего короля Карла VIII, и оставался на этой должности до 1483 года.
В период с 1485 по 1490 год конфликтовал с проживавшим в Париже итальянским учёным Джироламо Бальби, причём Тардиф обвинял последнего в содомии и в итоге вынудил покинуть Париж. Честолюбие Тардифа вызвало памфлет «Rhetor gloriosus», направленный против него одним из его коллег.
Известные работы: «Rhetoricae artis ас oratoriae facultatis compendium» (1475), «Grammatica et rhetorica» (1480), «Le livre d’art de faulconnerie» (1492), «Anti-Balbica vel recriminatio Tardiviana in Balbum» (1495).